# Divine Trash
Pour plus de détails, voir Fiche technique et Distribution.
Divine Trash est un documentaire réalisé par Steve Yeager en 1998 sur la vie et le travail du réalisateur John Waters et ses collaborateurs, les Dreamlanders.

## Fiche technique
- Titre : Divine Trash
- Réalisation : Steve Yeager
- Scénario : Kevin Heffernan et Steve Yeager
- Photographie : Jeff Atkinson, Jim Harris et Steve Yeager
- Montage : Terry Campbell, Tim Kahoe et Steve Yeager
- Production : Cindy Miller et Steve Yeager
- Pays d'origine : États-Unis
- Langue : anglais
- Format : Couleurs - 16 & 35 mm - 1.85:1
- Durée : 97 min
- Dates de sortie : 
  -  États-Unis : 18 janvier 1998 (Festival du film de Sundance)
  -  États-Unis : 31 mars 2000 (New York)

## Distribution
- Steve Yeager
- John Waters
- Robert Shaye
- Mink Stole
- Divine (images d'archive)
- David Lochary (images d'archive)
- Edith Massey (images d'archive)
- Danny Mills
- Mary Vivian Pearce
- Channing Wilroy
- Vincent Peranio (en)
- Paul Swift (en)
- John Pierson (en)
- Herschell Gordon Lewis
- Hal Hartley
- Steve Buscemi
- Jim Jarmusch
- Mary Avara (membre du Comité de censure du Maryland)